# 普里德拉格·巴辛
巴辛（Predrag Pažin，1973年3月14日—），生于波黑Nevesinje，是保加利亞职业足球运动员，他曾代表保加利亞出席2004年歐洲國家盃。
1. ↑  . sportal.bg.   [21 August 2016]. （原始内容存档于2019-12-15） （保加利亚语）.